# Fernando en Filippo
"Fernando en Filippo" ("Fernando e  Filipe/Felipe") foi a canção que representou os Países Baixos no Festival Eurovisão da Canção 1966 que teve lugar na Cidade do Luxemburgo a 5 de março de 1966. 
A referida canção foi interpretada me neerlandês por Milly Scott, curiosamente a primeira cantora negra a participar na história do Festival Eurovisão da Canção. Foi a décima-sexta canção a ser interpretada na noite do festival, a seguir à canção francesa "Chez nous", cantada por Dominique Walter e antes da canção irlandesa "Come Back to Stay", interpretada por Dickie Rock. Terminou num modesto 15.º lugar (entre 18 países participantes), tendo recebido apenas 2 pontos (1 voto do Reino Unido e outro da Irlanda. No ano seguinte, em 1967, os Países Baixos participariam com o tema "Ring-dinge-ding", interpretada por Thérèse Steinmetz.

## Autores
- Letra: Gerrit den Braber
- Música: Kees de Bruyn
- Orquestrador: Dolf van der Linden

## Letra
A canção (ver: Letra da canção em diggillo thrush)   conta a história dos personagens do título da canção. Fernando é um guitarrista de Santiago apaixonado por uma rapariga em Santo Antonio ( a localização exata das duas cidades não é clara, os nomes parecem ser locais espanhóis, mas existem uma Santiago e uma Santo Antonio no Chile, para onde ele viaja todas as noites. Para cumplicar ainda mais, durante a interpretação de Milly Scott, surgem dois guitaristas com chapéus típicos mexicanos, não ficamos a saber claramente onde ficam essas cidades.). A canção é tipo humorístico, em contraponto às baladas que dominavam naqueles primeiros anos do Festival Eurovisão da Canção
A ocupação de Filippo não é clara, o certo é que ele faz uma viagem similar, mas com a desvantagem de aparentemente não ter carro. Eventualmente, a amante de Fernando troca-o por Filippo. A canção foi a  primeira canção neerlandesa com um refrão sem sentido, na história do Festival Eurovisão da Canção, uma série de de sílabas sem sentido, no princípio e no fim da letra, geralmente transcrito como  "Tong-ki tong ti-ki kong-kong-kong/Ri-ki kong-kong-kong ti-ki kong-kong".

## Versões
Scott gravou esta canção também em inglês , intitulada "Fernando and Filipo" e em castelhano "Fernando y Felipe".